# Peter Warson
Peter Warson (Genk, 26 november  1957 - aldaar, 6 oktober  2014) was een Belgisch bestuurder. Hij was voorzitter van de KWB. 

## Levensloop
Warson was licentiaat godsdienstwetenschappen. Hij was godsdienstleraar en verzekeringsagent en was actief als vrijwilliger voor de afdeling Waterschei van de KWB. In 1991 ging hij werken bij de KWB als secretaris voor de provincie Limburg. In 1996 werd hij aangeduid als voorzitter van de KWB in opvolging van Herman Raus. In 2001 werd hij als voorzitter vervangen door Koen Steel.
Warson werd nadien directeur van het Centravoc, de cultuurkoepel van de Christelijke arbeidersbeweging.